# Eternal Oath
Eternal Oath fue una banda de metal, formada en 1991 en Estocolmo, Suecia. En sus 15 años de existencia, lanzaron 3 álbumes, 1 demo, 1 EP y 1 compilación. El grupo estaba en proceso de grabación su cuarto álbum cuando se disolvieron en enero de 2007.

## Discografía
- Act of Darkness 1991
- So Silent 1996
- Through The Eyes Of Hatred 1999
- Righteous 2002
- Wither 2005
- Re-Released Hatred
(So Silent/Through The Eyes Of Hatred combo) 2006